# Viola pedunculata
Viola pedunculata är en violväxtart som beskrevs av John Torrey och Samuel Frederick Gray. Viola pedunculata ingår i släktet violer, och familjen violväxter.

## Underarter
Arten delas in i följande underarter:
- V. p. pedunculata
- V. p. tenuifolia

## Bildgalleri

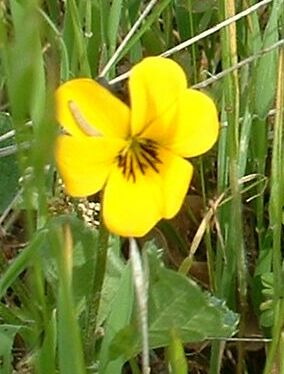
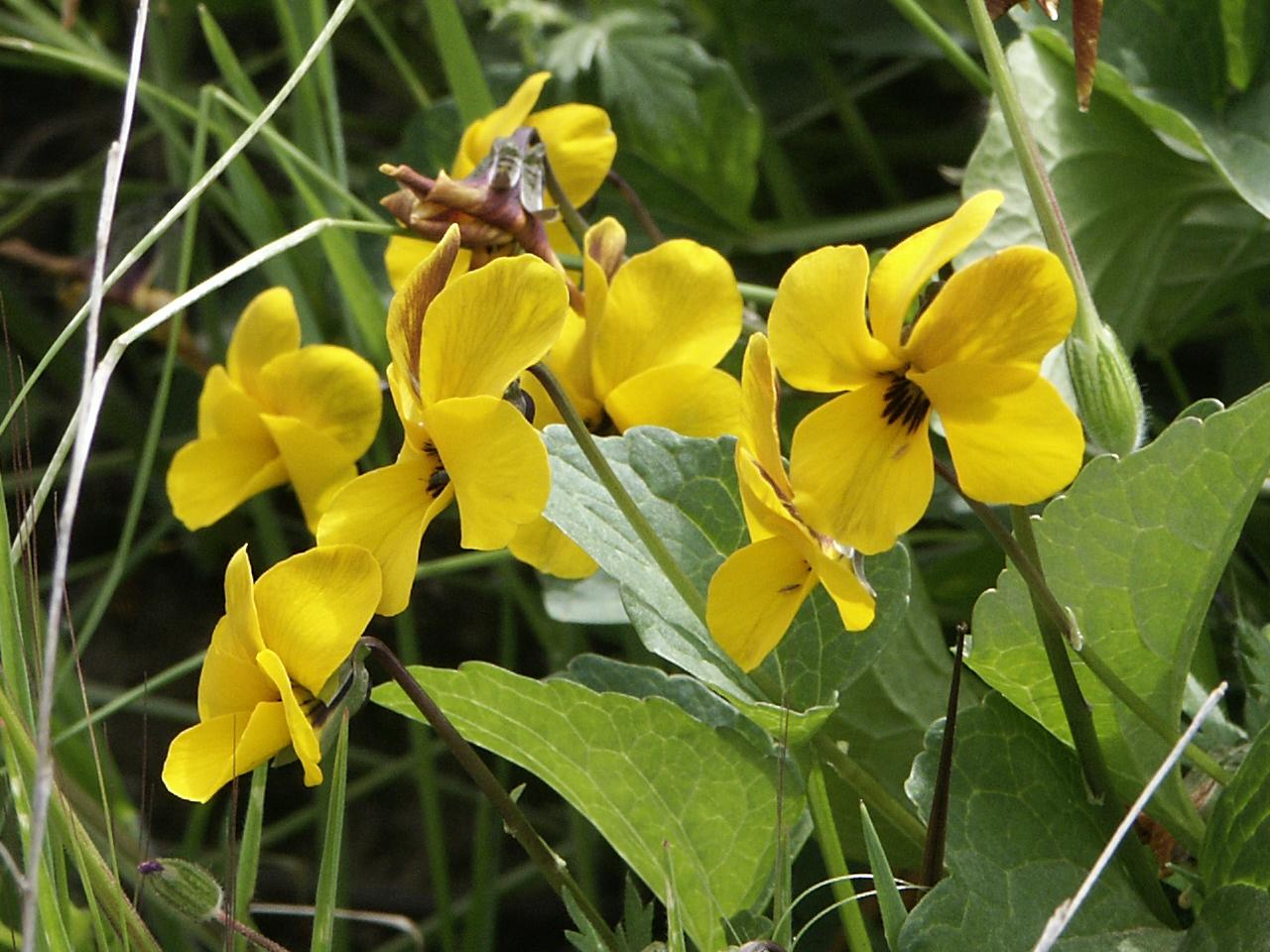
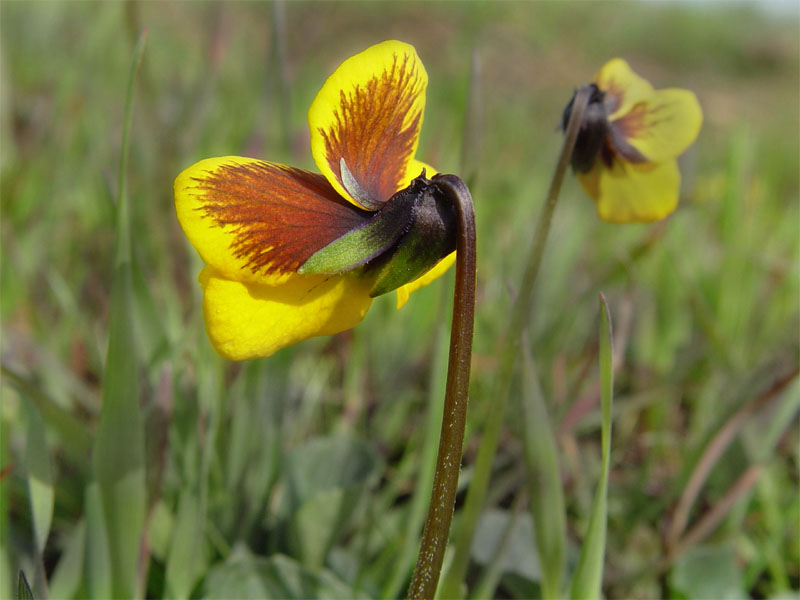
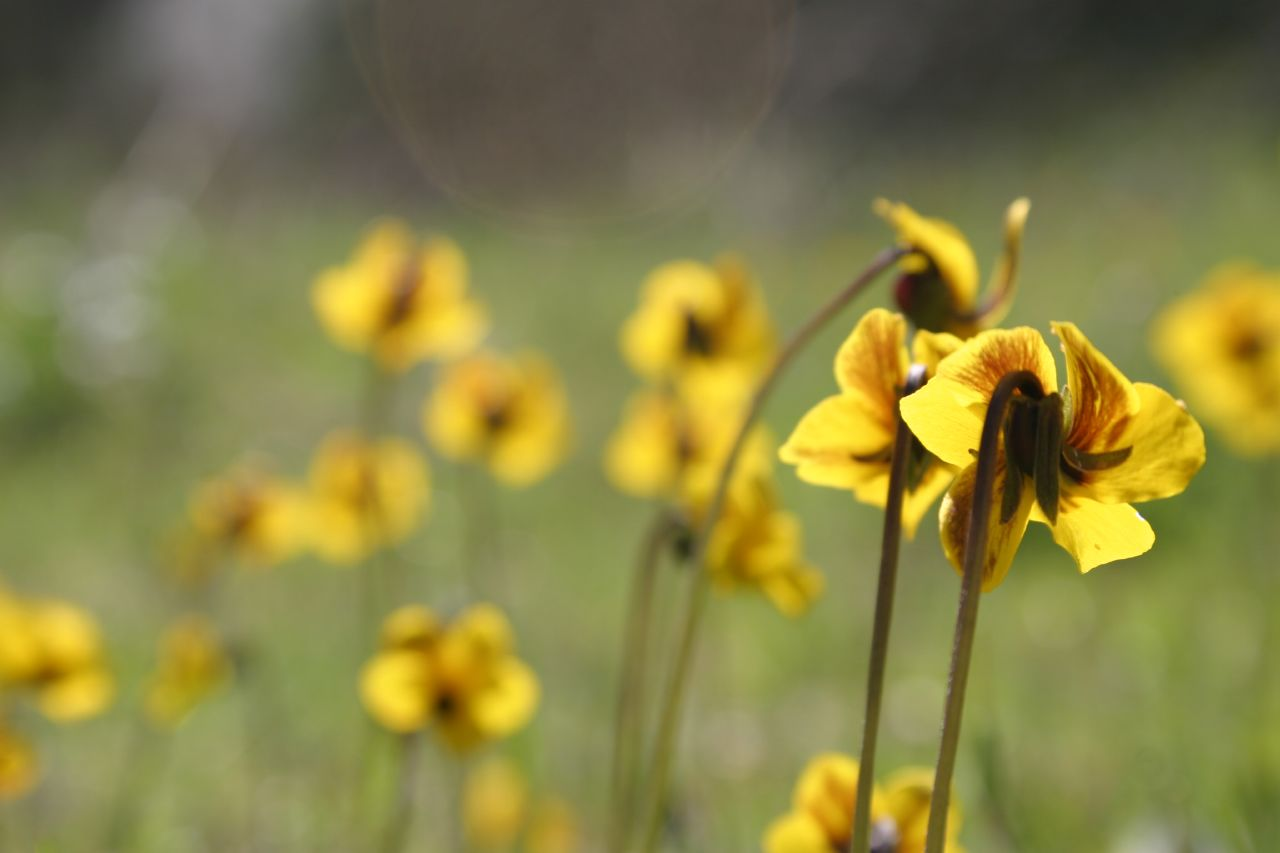
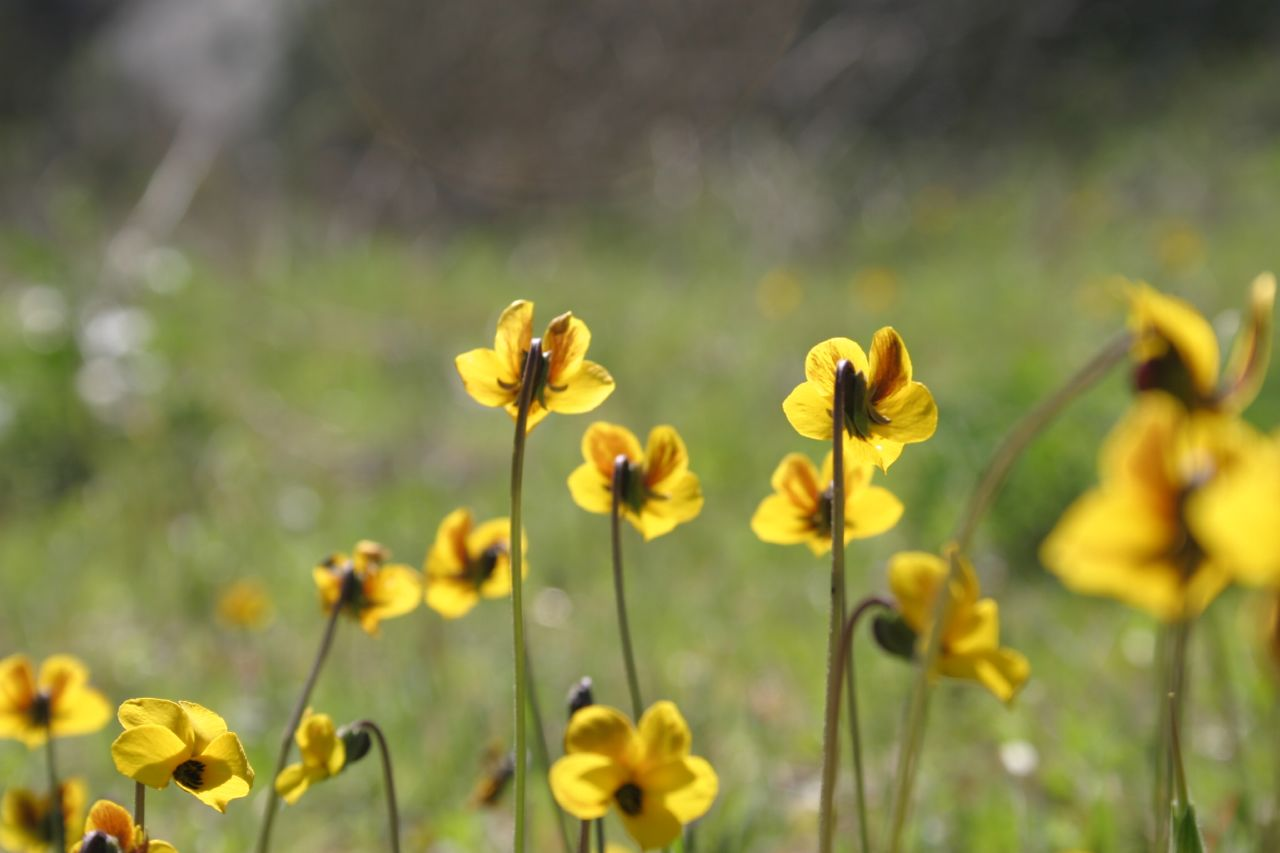
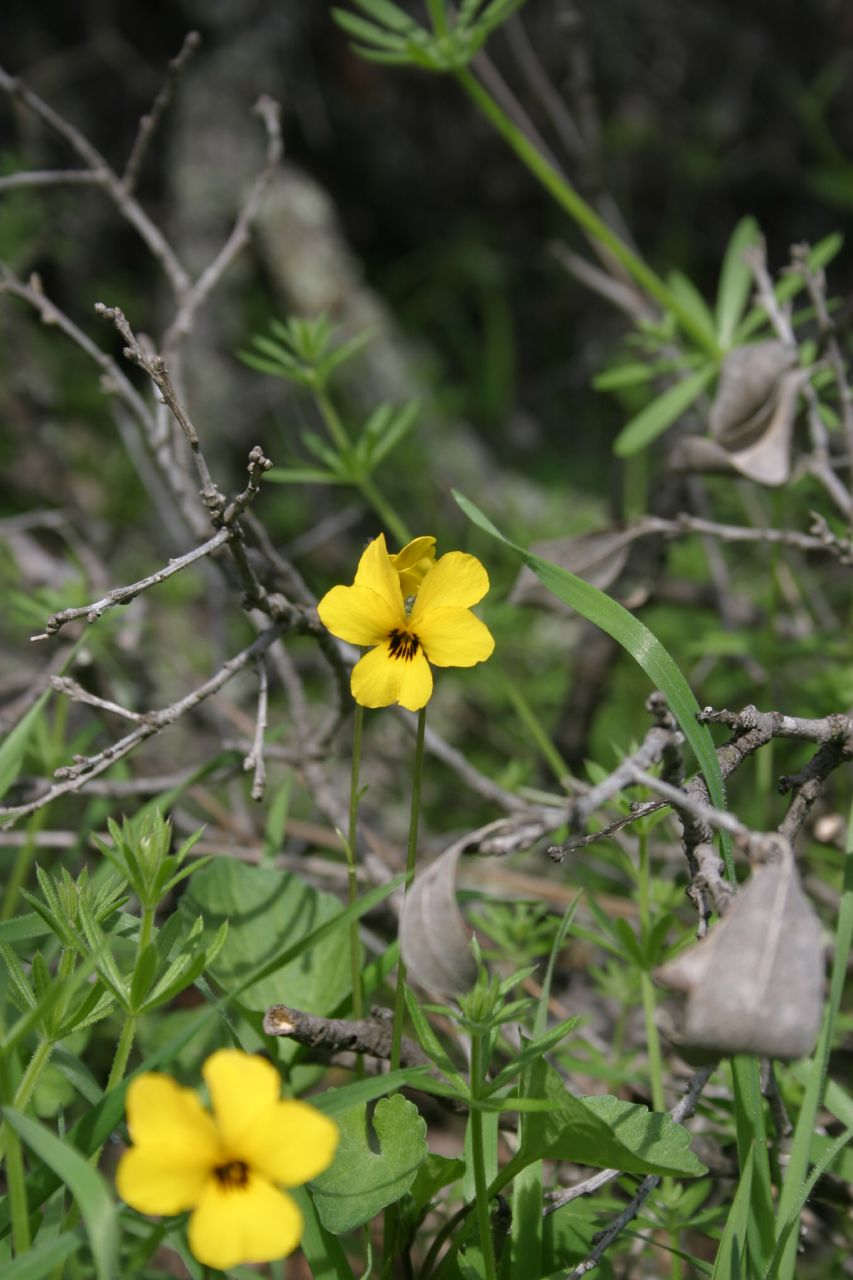